# Růže perská
Růže perská (Rosa persica) je původní, divoce rostoucí druh z rozsáhlého rodu růže. V něm je řazen do podrodu Hulthemia, pojímaného někdy díky znatelným morfologickým odlišnostem i jako samostatný rod. Vyskytuje se ve Střední Asii, od Kaspického moře po západní Čínu.

## Popis

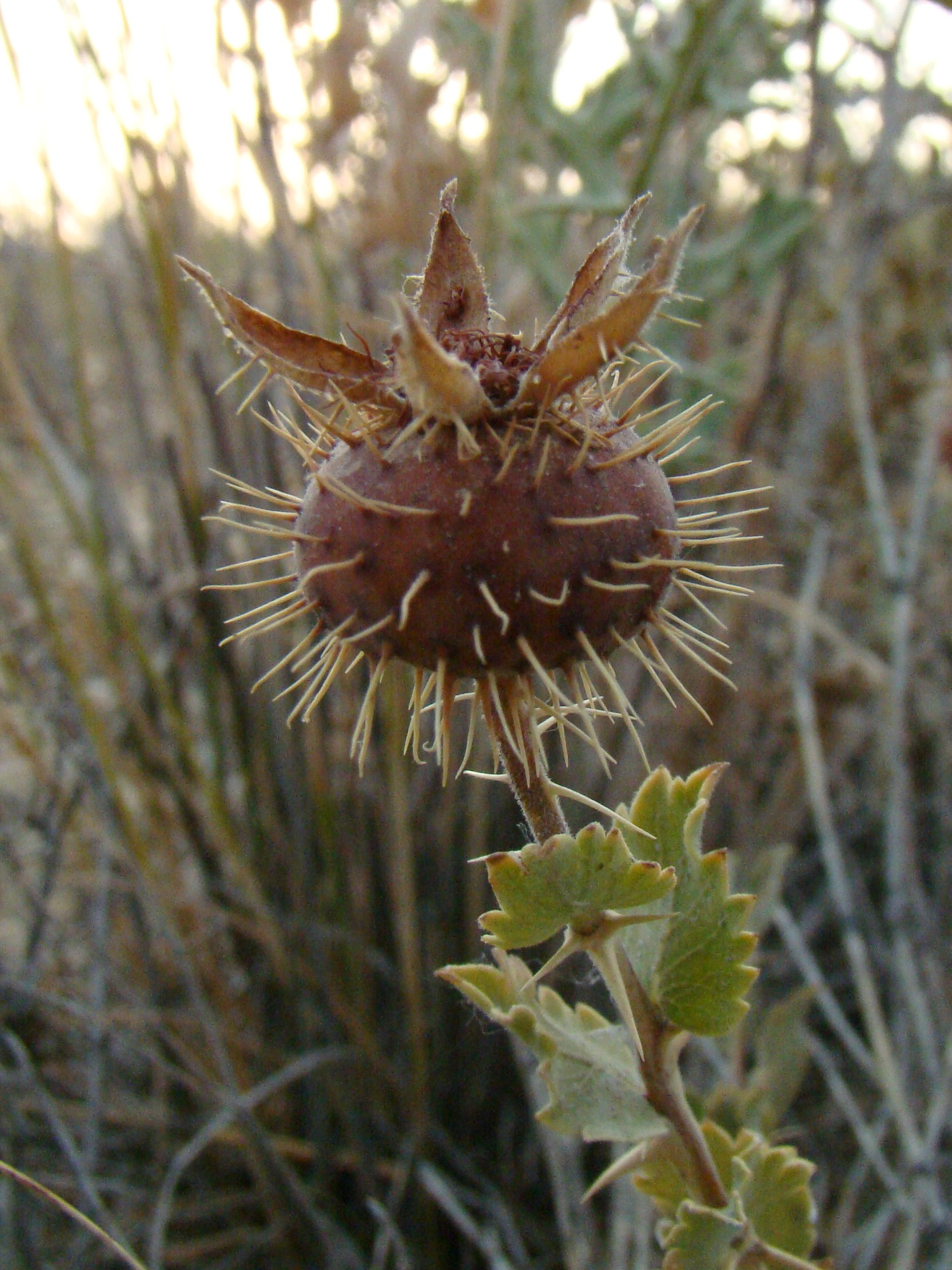
Detail zralého šípku

Růže perská roste jako drobný prutnatý keřík, vysoký 30–50 cm, s hluboko sahajícími kořeny. Větve jsou v mládí jemné a žluté, ve stáří drsné a hnědé, opatřené zahnutými ostny vyrůstajícími v páru na bázích listů. Listy jsou na rozdíl od všech ostatních růží jednoduché (nikoli zpeřené), přisedlé nebo kratičce řapíkaté, kožovitě tuhé, na okrajích hrubě zubaté. Nemají palisty, svým tvarem poněkud připomínají listy dřišťálu, jako napovídá i synonymum Rosa berberifolia (růže dřišťálolistá).
Květy vyrůstají jednotlivě na 1–1,5 cm dlouhých ostnitých stopkách; jsou oboupohlavné, pětičetné, v průměru dosahují 2–2,5 cm. Korunní plátky jsou žluté, na bázi s karmínovou skvrnou. Plodem je polokulovitý až kuželovitý, hustě štětinatý šípek, ve zralosti hnědočervený, s vytrvávajícími kališními lístky. Kromě pohlavního rozmnožování druh bohatě odnožuje podzemními výběžky.

## Ekologie a rozšíření

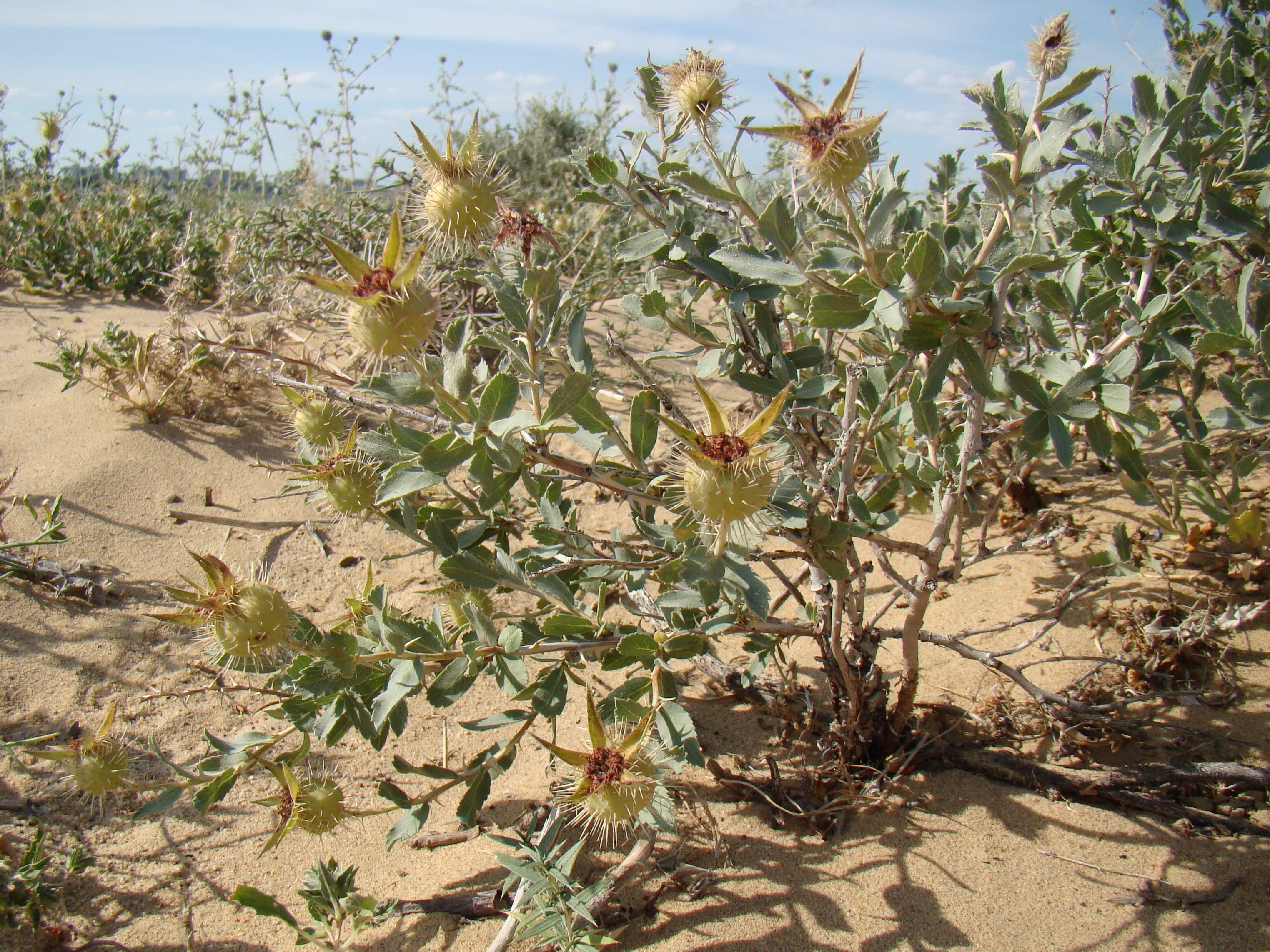
Keř ve svém přirozeném prostředí

Tento silně světlomilný a suchomilný keř se přirozeně vyskytuje v oblasti Střední Asie, okolo Kaspického moře a Aralského jezera, v Íránu, Afghánistánu a severozápadní Číně (provincie Xingjiang). Vyrůstá zde v suchých stepích a polopouštích, většinou na zasolených půdách (solončacích). Z přírody jsou známy dva morfotypy, lišící se kvalitou odění.

## Taxonomie
Pro znatelnou morfologickou odlišnost od ostatních růží byl tento druh mnohdy pojímán jako samostatný monotypický rod hultémie (Hulthemia persica). Molekulární výzkumy toto vydělení zpochybňují a řadí druh jednoznačně do rodu Rosa jako monotypický podrod Hulthemia, tvořící jeho nejbazálnější větev, sesterskou ke všem ostatním růžím. Jednoduché kožovité listy jsou v tomto světle vykládány pouze jako ekologická adaptace na horké a suché podmínky, jimž je rostlina ve vegetační době vystavena.

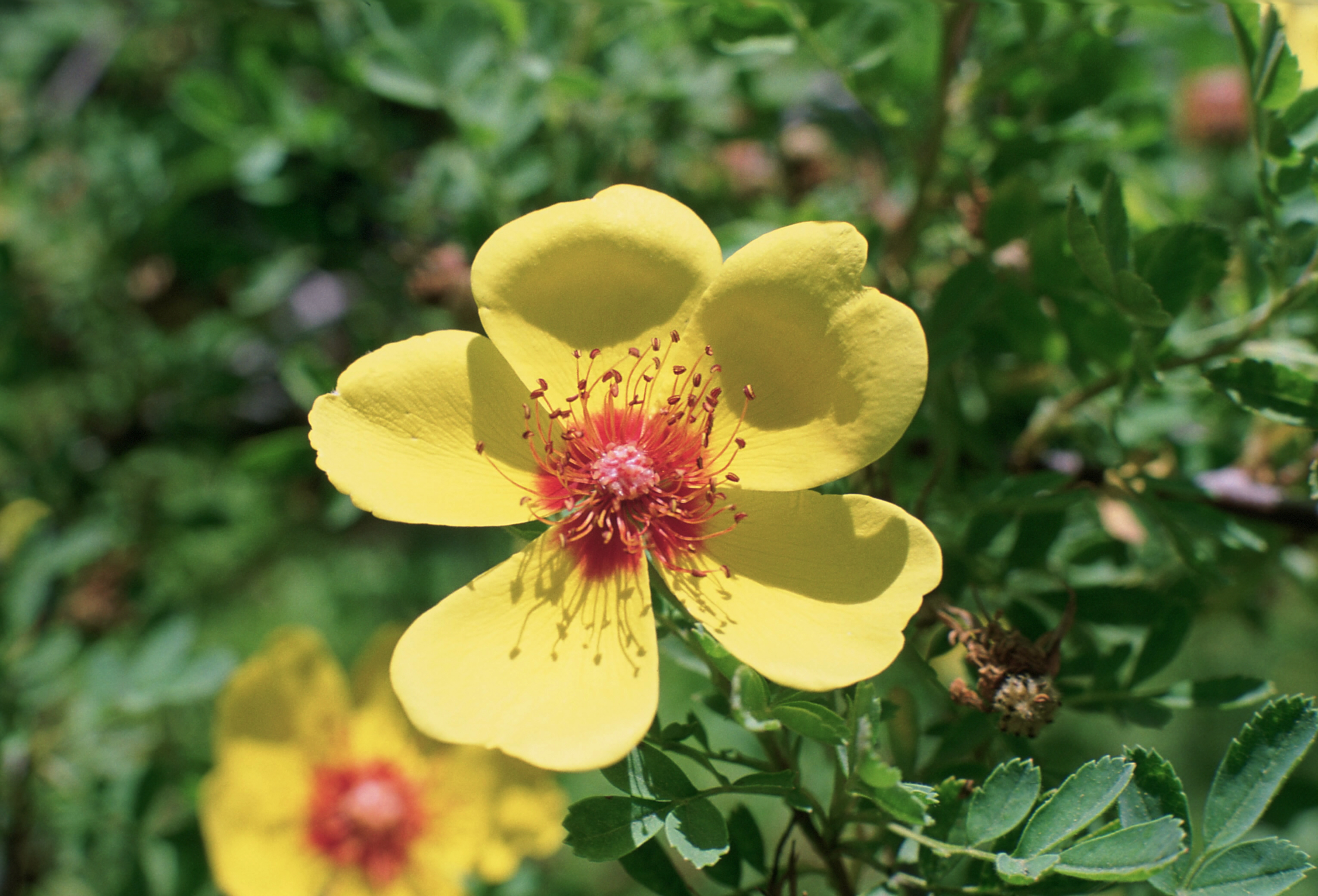
Kříženec ×Hulthemosa hardii

## Pěstování
Pro jeho specifické životní nároky je keř velmi obtížné pěstovat v zahradních podmínkách. Atraktivní květy se středovou skvrnou nicméně přitahovaly pozornost pěstitelů do té míry, že již v roce 1836 byl vyšlechtěn kulturní kříženec s druhem Rosa clinophylla, nazvaný Rosa ×hardii (synonymum ×Hulthemosa hardii), který si zachovává podobu květů s botanickým druhem růže perské, je to však vyšší, až dvoumetrový keř s mnohotvarými listy, od jednoduchých po sedmičetně složené. Kříženci jsou k dostání v mnoha kultivarech, často pod názvem „okaté růže“.